# 乌鲁库亚
乌鲁库亚是巴西米纳斯吉拉斯州的一个市镇。总面积2072.34平方公里，总人口11486人，人口密度5.5人/平方公里。